# Antonio Lara Ramos
Antonio Lara Ramos (Noalejo, Jaén, 3 de febrero de 1957) es un novelista, ensayista e historiador español.

## Biografía
Doctor en Historia Contemporánea por la Universidad de Granada y licenciado en Ciencias de la Educación por la Universidad de Sevilla. Miembro del Centro de Estudios Históricos de Granada y su Reino. Miembro de la Orden Civil de Alfonso X el Sabio con la categoría de Encomienda. Colaborador habitual en el diario Ideal de Granada con artículos de opinión. Actualmente es vicepresidente 1º del Ateneo de Granada. 
Como novelista ha publicado La renta del dolor (2008 y 2013), una historia sobre el exilio tras la Guerra Civil Española y un reflejo de la sociedad de los últimos años del franquismo inspirados en la vida de la política española Matilde Cantos; La noche que no tenía final (2015), un relato reflexivo oscilante entre sueños y frustraciones, deseos e infortunios, en el que se encuentra recogida la imagen de nuestro propio desconcierto; Cae la ira (2018), una historia sobre los difíciles años de la posguerra española en un pueblo andaluz desde la mirada de un niño; y Askatu, portal número seis (2021), un relato que transcurre desde los últimos atentados de ETA y el cese de la lucha armada hasta los intentos de cerrar las heridas con la aparición de los arrepentidos y el proceso de normalización de la convivencia.
En 2023 publicó Nueva York inside. Tras los pasos de Federico, obra que representa un juego entre la literatura de viajes y la inmersión en la realidad de la gran metrópoli del mundo (Nueva York) con Federico García Lorca en el horizonte, que incluye ilustraciones del pintor español Juan Vida.
De sus ensayos cabe destacar La educación que pudo ser. Reflexiones desde el pupitre (2010), un análisis en torno a la problemática de la educación en España durante la primera década del siglo XXI; y La sociedad que (des)educa. Parábolas para los tiempos que corren (2023), una reflexión en torno a la dicotomía que se produce en España entre la acción educativa de la escuela y la responsabilidad que le corresponde a la sociedad como agente educativo.
Como biógrafo ha publicado: Pedro Antonio de Alarcón (2001), un estudio biográfico acerca del escritor accitano, y Matilde Cantos. El compromiso social (2009). Entre sus libros de historia sobresalen Comunicaciones y desarrollo económico (1995), un estudio sobre la llegada del ferrocarril a Andalucía oriental, e Iglesia y poder: propiedad y diezmos en la crisis del Antiguo Régimen (2001).

## Obra

### Novela
- La renta del dolor (Sevilla, RD Editores, 2008); ISBN 978-84-96672-65-9. Reeditado en Granada: Alhulia Editorial, 2013; ISBN 978-84-15897-21-7.
- La noche que no tenía final (Granada, Esdrújula Ediciones, 2015); ISBN 978-84-164850-1-7.
- Cae la ira (Granada, Esdrújula Ediciones, 2018); ISBN 978-84-17042-82-0.
- Askatu, portal número seis (Granada, Esdrújula Ediciones, 2021); ISBN 978-84-123813-1-3.

### Literatura de viajes
- Nueva York inside. Tras los pasos de Federico (Granada, Esdrújula Ediciones, 2023); ISBN 978-84-127786-8-7

### Ensayo
- La función tutorial: un reto en la educación de hoy (Granada, Grupo Editorial Universitario, 2008). ISBN 978-84-8491-923-0.
- Orientación y tutoría en el marco de la acción educativa (Granada, Grupo Editorial Universitario, 2008). ISBN 978-84-8491-924-7.
- La educación que pudo ser. Reflexiones desde el pupitre (Granada, Editorial Zumaya, 2010). ISBN 978-84-938205-2-7.
- La sociedad que (des)educa. Parábolas para los tiempos que corren (Madrid, Editorial La Muralla, 2023). ISBN 978-84-7133-891-4.

### Biografía
- Pedro Antonio de Alarcón (Granada, Editorial Comares, 2001). ISBN 84-8444-320-5.
- Matilde Cantos. El compromiso social (Granada, Instituto Andaluz de la Mujer, 2009). ISBN 978-84-692-3384-9.

### Historia
- Comunicaciones y desarrollo económico (Granada, Universidad, 1995). ISBN 84-338-2042-7.
- Propiedad y financiación municipal. Las Cabezas de San Juan (Sevilla, Diputación Provincial, 1998). ISBN 84-338-2042-7.
- Hacia una Historia Económica de Guadix y Comarca. Claves para el estudio de su realidad socioeconómica (Siglos XVIII, XIX y XX) (Guadix, Ayuntamiento, 1999). ISBN 84-930251-1-9.
- Iglesia y poder: propiedad y diezmos en la crisis del Antiguo Régimen (Granada, Universidad, 2001). ISBN 84-338-2726-X.
- El Hospital Real de Caridad y el Hospicio Real. Asistencia hospitalaria y expósito en Guadix. 1750-1850 en colaboración con Santiago Pérez López (Guadix, Archivo Histórico Municipal, 1997). ISBN 84-605-6816-4.